# ياسو هاروياما
ياسو هاروياما (باليابانية: 春山 泰雄) (مواليد 4 أبريل 1906)، هو لاعب كرة قدم ياباني سابق كان يلعب كمهاجم. سبق له أن لعب مع منتخب اليابان.

## وصلات خارجية
- ياسو هاروياما على موقع ناشيونال فوتبول تيمز (الإنجليزية)

- National Football Teams
- Japan National Football Team Database